# بين ويلسون
بين ويلسون (بالإنجليزية: Ben F. Wilson)‏ (و. 1876 – 1930 م) هو مخرج سينمائي، ومنتج أفلام، وكاتب سيناريو، وممثل، من الولايات المتحدة الأمريكية، ولد في كورنينج، توفي في غلينديل، كاليفورنيا، عن عمر يناهز 54 عاماً.

## وصلات خارجية
- بين ويلسون على موقع IMDb (الإنجليزية)
- بين ويلسون على موقع أول موفي (الإنجليزية)
- بين ويلسون على موقع قاعدة بيانات الأفلام السويدية (السويدية)
- بين ويلسون على موقع قاعدة بيانات الفيلم (الإنجليزية)
- بين ويلسون على موقع كينوبويسك (الروسية)